# Commedie italiane del Rinascimento

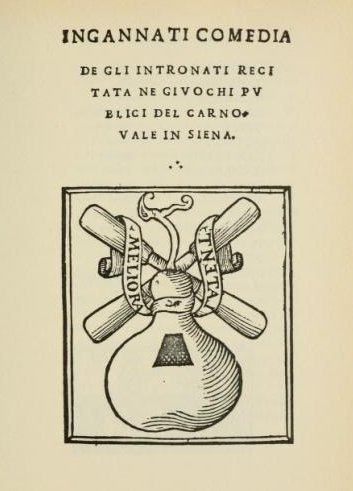
Accademia degli Intronati, Gl'Ingannati

Qui di seguito viene elencata, suddivisa per autore e in ordine alfabetico, la lista delle commedie italiane del Rinascimento:

## A
- Anonimo
  - La Venexiana
- Anonimo
  - La bulesca
- Anonimo
  - Aristippia
- Anonimo
  - L'Ardelia
- Accademia degli Intronati
  - L'Hortensio
  - Il sacrificio
  - Gl'ingannati
- Bernardo Accolti
  - La Virginia
- Luigi Alamanni
  - Flora
- Giovan Giorgio Alione
  - La Commedia de lomo e dei soi cinque sentimenti
- Leon Battista Alberti
  - Philodoxus
- Pietro Aretino
  - Il marescalco
  - Lo ipocrito
  - La cortigiana
  - La Talanta
  - Il filosofo
- Borso Argenti
  - La prigione
- Orazio Ariosti
  - La strega
- Ludovico Ariosto
  - I suppositi
  - Cassaria
  - La Lena
  - La scolastica
  - Il Negromante
  - I studenti
- Gasparo Asiani
  - La Pronuba

## B
- Angelo Badalucchio
  - La fraude
- Petronio Barbati
  - L'Ippolito
  - L'Ortensio
- Giovanni Bardi
  - L'amico fido
- Girolamo Bargagli
  - La pellegrina
- Paolo Bartolucci
  - La collana
  - La Speranza
- Bastiano di Francesco

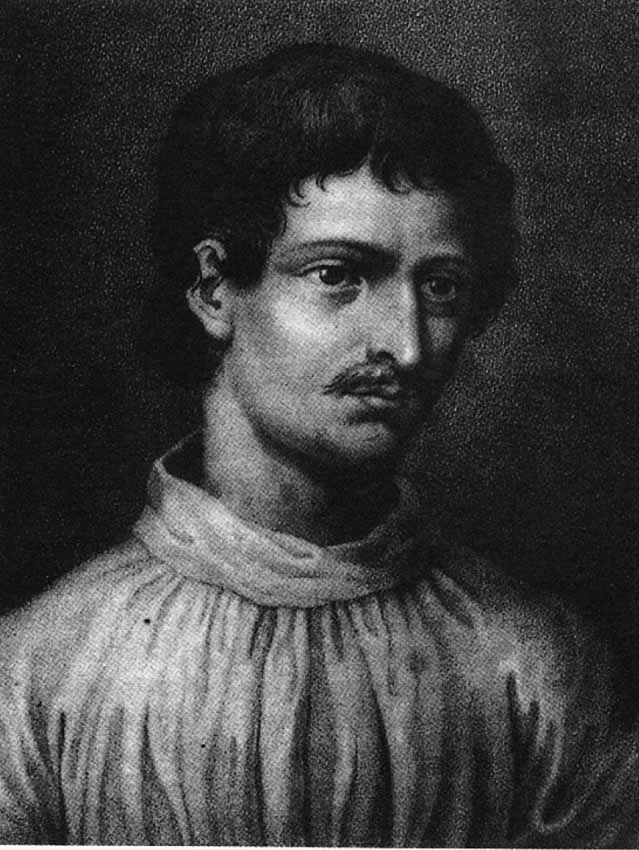
Ritratto di Giordano Bruno

  - Contenzione di un Villano e di una Zingana
  - Capitolo d'un villano
  - Il mercante
  - Egloga pastorale di Amicitia
  - La Vallera
- Niccolò Bellausa
  - La Flavia
- Francesco Belo
  - Il pedante
  - Il Beco
- Ercole Bentivoglio
  - I fantasmi
  - Il geloso
  - I romiti
- Francesco Berni
  - La Catrina
- Jacopo del Bientina
  - La fortuna
- Bernardino Bizzarri
  - Lo specchio d'amore
- Matteo Maria Boiardo
  - La commedia di Tozzo e Cappellina
- Raffaello Borghini
  - La donna costante
  - L'amante furioso
- Giordano Bruno
  - Il Candelaio
- Niccolò Buonaparte
  - La vedova
  - Fiorenza
- Pietro Buonfanti
  - Gli errori incogniti
- Benedetto Busini
  - La Polifila

## C
- Paolo Caggio
  - La Flamminia
- Giovanni Battista Calderari
  - Armida
  - La mora
  - La schiava
- Andrea Calmo
  - La Rhodiana
  - Il Travaglia
  - Fiorina
  - La pozione
  - Las spagnolas
- Massimo Cammelli
  - Il Frappa
- Niccolò Campani
  - Lo Strascino

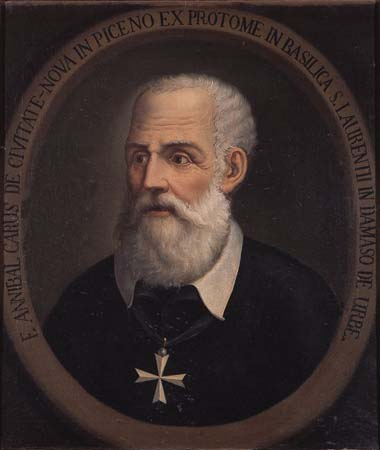
Ritratto di Annibal Caro

- Niccolò da Correggio:  Fabula di Cefalo.[1]

- Bartolomeo Cappello
  - L'Abbate
- Nicolò Carbone
  - Gli amorosi inganni
- Annibal Caro
  - Gli straccioni
- Salvestro Cartaio
  - Capotondo
  - Panecchio
  - Batecchio
  - Il travaglio
- Cristoforo Castelletti
  - I torti amorosi
  - Il furbo
  - Le stravaganze amorose
- Giovanni Maria Cecchi
  - Gli aggirati
  - La moglie
  - La dote
  - I dissimili
  - L'assiuolo
  - Il corredo
  - La schiava
  - Il donzello
  - Gli incantesimi
  - Lo spirito
  - L'ammalata
  - Il servigiale
  - Il medico
  - La magaria
  - I rivali
  - Il diamante
  - Le pellegrine
  - Le cedole
  - Gli sciamiti
  - Le maschere
  - I contrassegni
  - Il debito
- Giacomo Cenci
  - Gli errori
- Francesco Cini
  - Notte d'amore
- Giovan Battista Cini
  - La vedova
  - Il baratto
- Lorenzo Comparini
  - Il pelligrino
  - Il ladro
- Luca Contile
  - Agia
  - La Cesarea Gonzaga
  - La Pescara
  - La trinozia
- Giovanni Donato Cucchetti
  - L'amicitia

## D
- Francesco d'Ambra
  - Il furto
  - I Bernardi
  - La Cofanaria
  - L'amico fido
- Niccolò Degli Angeli
  - I furori
  - L'amor pazzo
- Galeotto Del Carretto
  - Li sei contenti
- Giambattista Della Porta
  - La fantesca
  - La Cintia
  - La furiosa
  - La sorella
  - Gli due fratelli rivali
  - Gli due fratelli simili
  - L'Olimpia
  - La trappolaria
  - La turca
  - L'astrologo
  - La tabernaria
  - La chiappinaria
  - La carbonaria
  - Il moro
- Leonardo Della Serrata

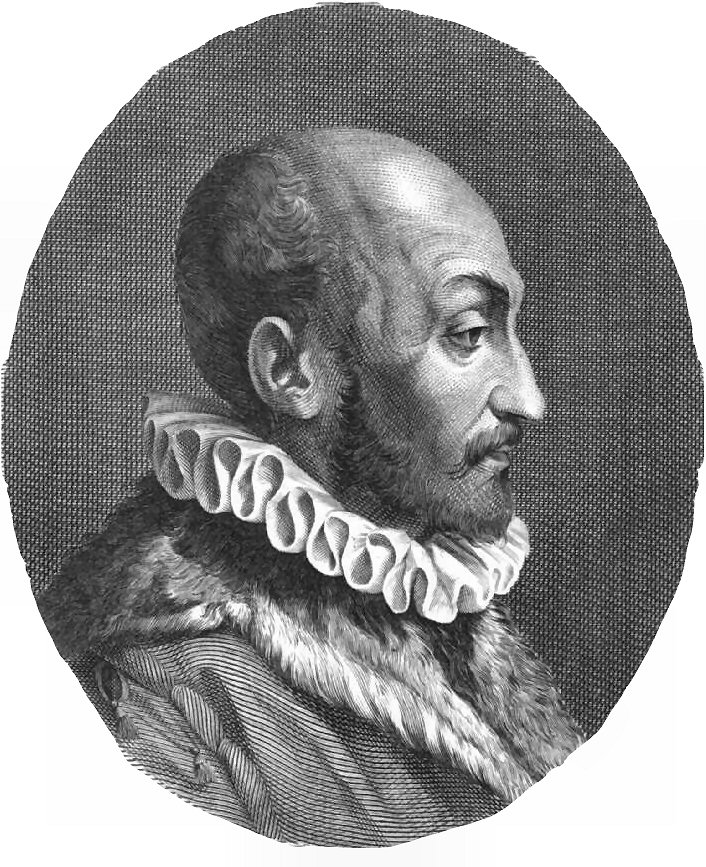
Ritratto di Giambattista Della Porta

  - La Poliscena (in passato attribuita a Leonardo Bruni)
- Giovanni Battista Dell'Ottonaio
  - L'ingratitudine
- Anton Maria di Francesco
  - Il farfalla
- Ludovico Dolce
  - Il ragazzo
  - Il Capitano
  - Il marito
  - Il ruffiano
  - La Fabrizia
- Ludovico Domenichi
  - Le due cortigiane
- Alessandro Donzellini
  - Gli oltraggi di Amore e di fortuna
  - La tempesta amorosa
- Bernardo Dovizi da Bibbiena
  - La Calandria

## E
- Marc'Antonio Epicuro
  - La cecaria

## F

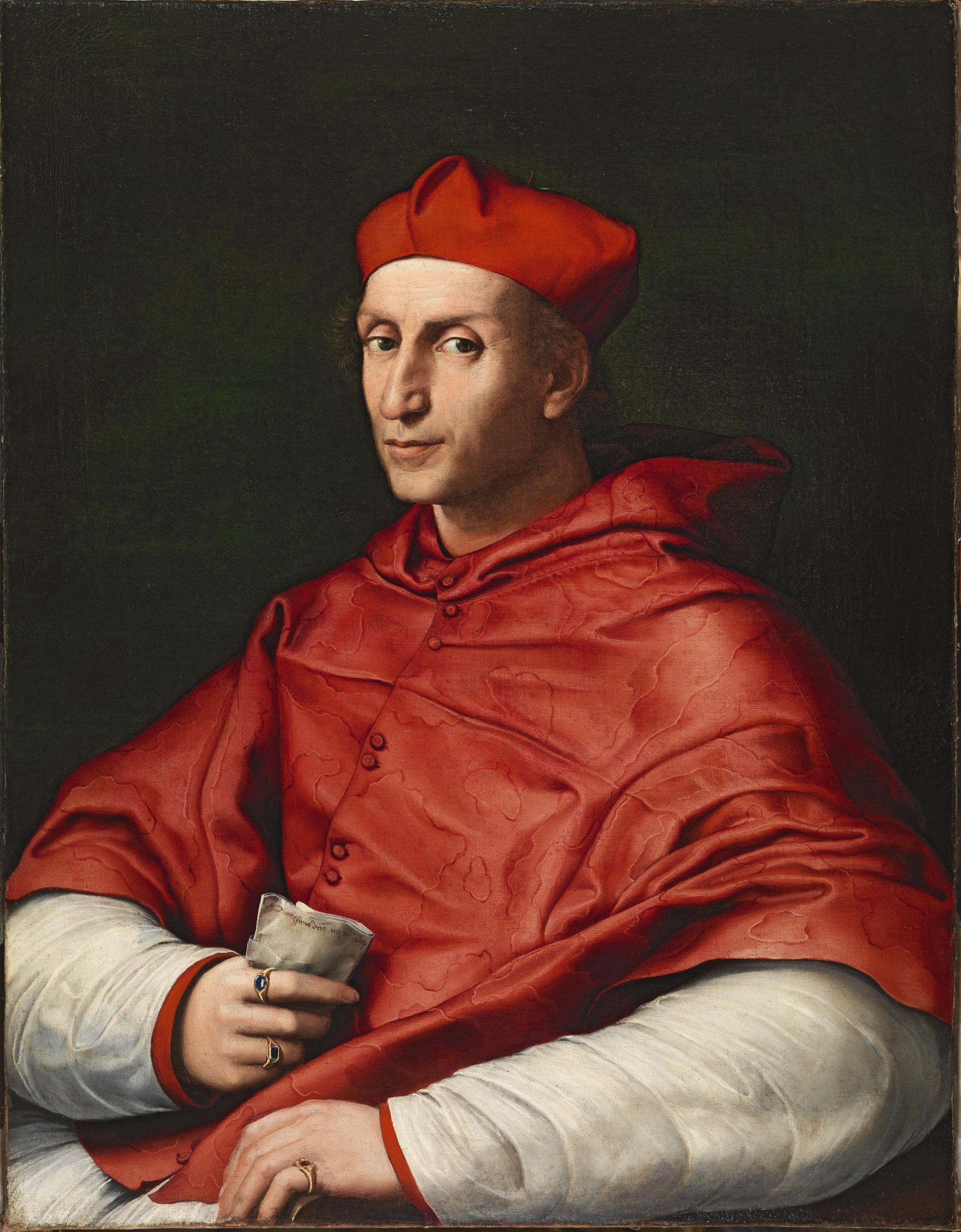
raffaello, Ritratto del cardinal Bibbiena

- Giovanni Fedini
  - Le due Persilie
- Ludovico Fenarolo
  - Sergio
- Agnolo Firenzuola
  - La Trinuzia
  - I lucidi
- Pietro Antonio Franceschi
  - La gelosia
- Orazio Franchi
  - La botte

## G
- Vincenzo Gabiani
  - I gelosi
- Giovan Battista Gelli
  - La sporta
  - L'errore
- Boneto Ghirardi
  - La Leonida
- Gigio Artemio Giancarli
  - La zingana
  - Capraria
- Donato Giannotti
  - Il vecchio amoroso
  - Milesia
- Vincenzo Giusti
  - Il Fortunio
- Curzio Gonzaga
  - Gli inganni
- Anton Francesco Grazzini
  - La strega
  - Il frate
  - La gelosia
  - La spiritata
  - La sibilla
  - La pinzochera
  - I parentadi
  - L'arzigogolo
- Decio Grisignano
  - Il Vafro
- Luigi Groto
  - Il tesoro
  - Emilia
  - Alteria
- Flaminio Guarnieri
  - L'intrico
- Giovanni Guglielmi
  - L'usura
- Niccolò Guidani
  - L'Eustachia

## L
- Cornelio Lanci
  - Il Mestola
  - La Niccolosa
  - La ruchetta
  - Lo Scrocca
  - La vespa
  - L'Olivetta
- Antonio Landi
  - Il Commodo
- Giovan Donato Lombardo
  - Il fortunato amante
- Giovanni Francesco Loredano
  - Bigontio
  - L'incendio
  - La malandrina
  - La turca
  - I vani errori
- Tiberio Lunardi
  - Il servo fedele

## M

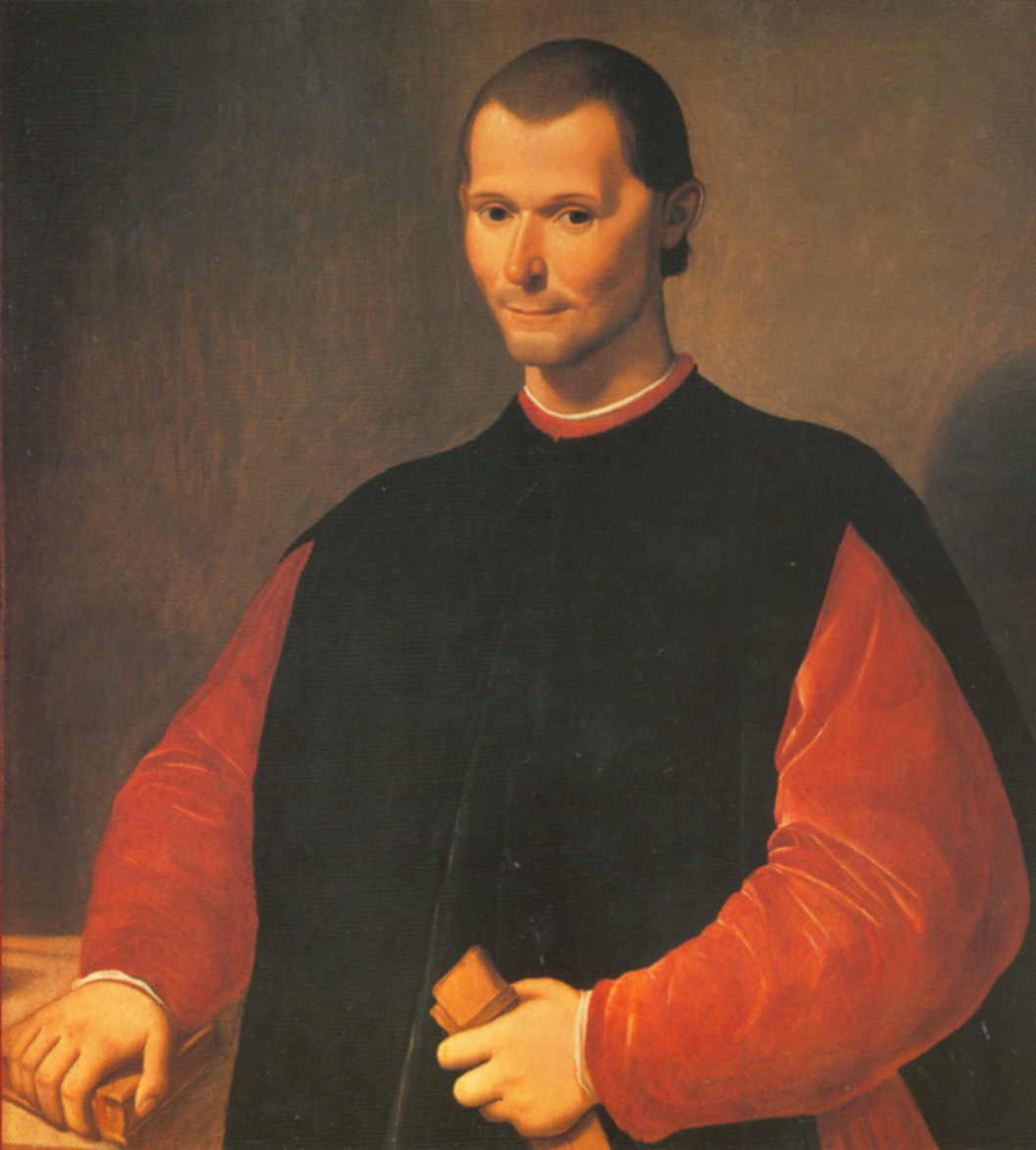
Santi di Tito, Ritratto del Machiavelli

- Niccolò Machiavelli
  - La mandragola
  - La Clizia
  - L'Andria
- Publio Filippo Mantovano
  - Il Formicone
- Antonio Mariconda
  - La Philenia
- Raffaello Martini
  - L'amore scolastico
- Giovan Battista Marzi
  - La fanciulla
  - Il bacio
  - L'Ottavia furiosa
  - La furba
  - Il riscatto d'amore
- Niccolò Massucci
  - Il velettaio
- Lotto del Mazza
  - I Fabii
  - Il ricatto
  - La vedova
  - La stiava
- Lorenzino de' Medici
  - L'Aridosia
- Francesco Mercati
  - Il sensale
  - Il Lanzi

## N
- Jacopo Nardi
  - Comedia di amicitia
  - I due felici rivali
  - La comedia di Giustizia
- Marino Negro
  - La pace

## O
- Sforza Oddi
  - Li morti vivi
  - Erofilomachia
  - La prigione d'amore
- Angelo degli Oltradi
  - Il poeta

## P
- Girolamo Parabosco
  - Il viluppo
  - L'Hermafrodito
  - Il marinaio
  - Il pellegrino
  - La notte
  - I contenti
  - La fantesca
- Alessandro Piccolomini
  - Alessandro
  - L'Amor costante
- Enea Silvio Piccolomini
  - Chrysis
- Bernardino Pino da Cagli
  - Lo Sbratta
  - Gli affetti
  - I falsi sospetti
  - Gl'ingiusti sdegni
- Giovanni da Pistoia
  - La gioia

## R
- Giovanni Antonio Raineri
  - L'Altilia
- Baruno Ramussatore
  - La dispersione d'Euripide
- Girolamo Razzi
  - La Cecca
  - La balia
  - La Gostanza
- Assuero Rettori
  - Lo schiavo
- Agostino Ricchi
  - I tre tiranni
- Bartolomeo Riccio
  - Le balie
- Berardino Rota
  - Lo Scilinguato
  - Gli scherzi
- Ruzante
  - La Fiorina
  - L'Anconitana
  - Dialogo facetissimo
  - La Moscheta
  - Primo Dialogo de Ruzante
  - Secondo Dialogo de Ruzante
  - La Betia
  - La piovana
  - La vaccaria
  - La Pastoral
  - Bilora
  - Il parlamento

## S
- Ippolito Salviani
  - La ruffiana
- Leonardo Salviati
  - Il granchio
  - La spina
- Niccolò Secchi
  - IL Beffo
  - La cameriera
  - L'interesse
  - Gli inganni
- suor Beatrice del Sera
  - Amor di virtù
- Giovanni Sinibaldi
  - Altea
  - Gli Otto assortiti
- Leone de' Sommi
  - Zahut bedihuta de Quiddushim (La commedia del Matrimonio)
  - Magen Nashim
- Lorenzo Strozzi
  - La pisana
  - Il Falargo

## T
- Niccolò Tani
  - La cognata
- Torquato Tasso
  - Intrichi d'amore
- Domenico Tregiano
  - La Fortunia
  - Il giusto inganno
- Mariano Trinci
  - I moti di fortuna
  - Pietà d'amore
  - Il travaglio
  - Il vizio muliebre
- Gian Giorgio Trissino
  - I similimi
- Carlo Turco
  - L'agnella

## U
- Pietro Ulivi da Scarperia
  - Commedia di bifolco

## V
- Benedetto Varchi
  - La suocera
- Antonio Vignali
  - La Floria

## Z
- Melchiorre Zoppio
  - Il Diogene accusato
  - Il Giuliano